# Maratón Comrades

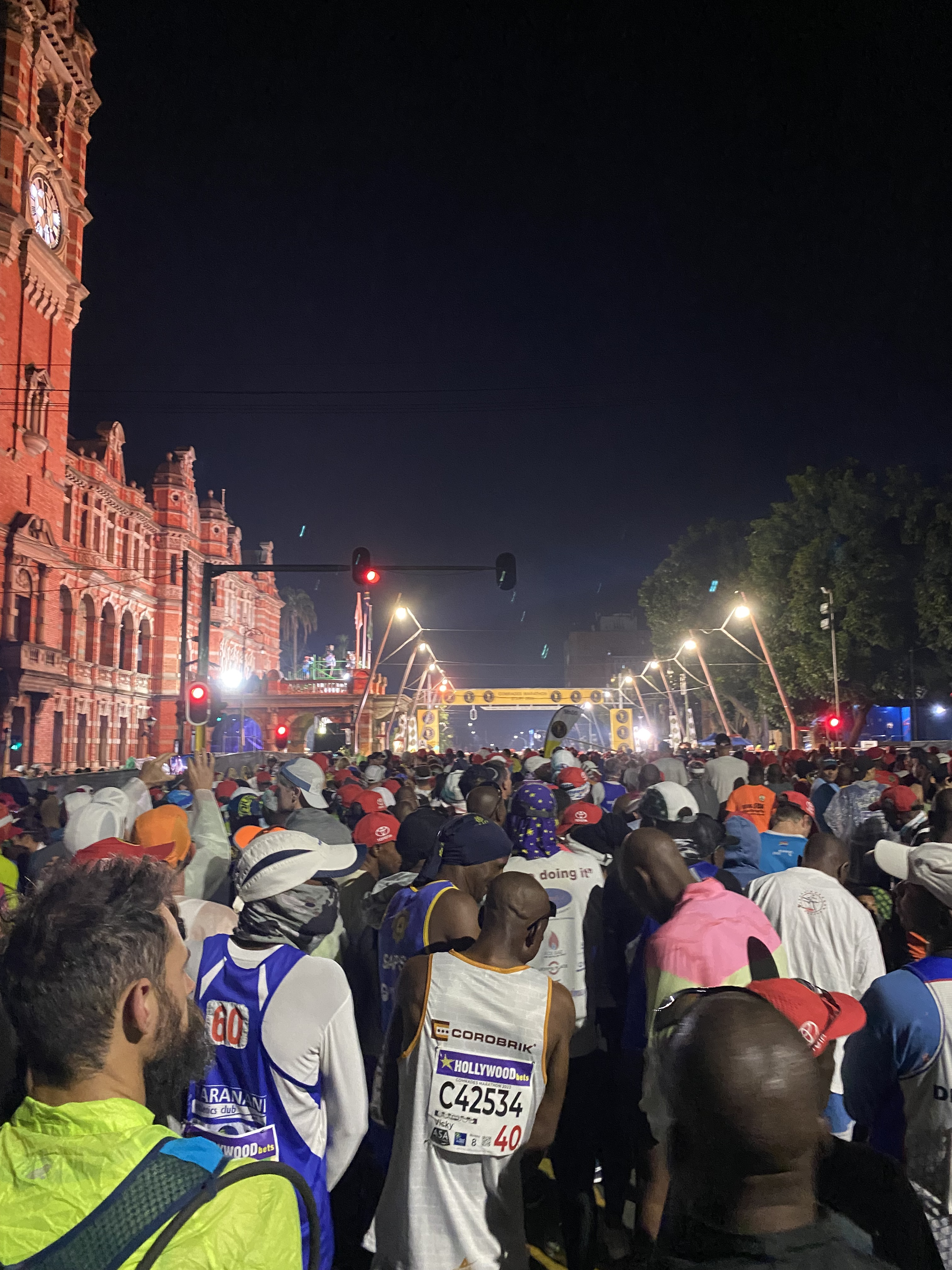
Corredores esperando el inicio de la Maratón Comrades 2023

La Maratón Comrades es una ultramaratón de aproximadamente 90 km (56 millas aproximadamente) que se corre en la provincia de KwaZulu-Natal en Sudáfrica entre las ciudades de Durban y Pietermaritzburg. Es la ultramaratón más antigua del mundo. El sentido de la carrera cambia cada año entre la "up run" (87 km) que parte de Durban y la "down run" (89 km) que tiene la salida en Pietermaritzburg.

## La carrera
La durísima prueba, se corre en el asfalto de la provincia de KwaZulu-Natal, pasando por 5 colinas que van marcando el recorrido: Cowies Hill, Field's Hill, Botha's Hill, Inchanga y Polly Shortts.

## Récords
|         | Up/Down | Nombre              | País      | Año  | Tiempo  |
| ------- | ------- | ------------------- | --------- | ---- | ------- |
| Hombres | Down    | Leonid Shvetsov     | Rusia     | 2007 | 5:20:49 |
|         | Up      | Leonid Shvetsov     | Rusia     | 2008 | 5:24:49 |
| Mujeres | Down    | Frith van der Merwe | Sudáfrica | 1989 | 5:54:43 |
|         | Up      | Elena Nurgalieva    | Rusia     | 2006 | 6:09:23 |

Corredores con más número de victorias
| Categoría Masculina | Victorias | País      | Categoría Femenina  | Victorias | País      |
| ------------------- | --------- | --------- | ------------------- | --------- | --------- |
| Bruce Fordyce       | 9         | Sudáfrica | Elena Nurgalieva    | 8         | Rusia     |
| Arthur Newton       | 5         | Sudáfrica | Maureen Holland     | 4         | Sudáfrica |
| Hardy Ballington    | 5         | Sudáfrica | Lettie van Zyl      | 3         | Sudáfrica |
| Wally Hayward       | 5         | Sudáfrica | Helen Lucre         | 3         | Sudáfrica |
| Jack Mekler         | 5         | Sudáfrica | Frith van der Merwe | 3         | Sudáfrica |
| Alan Robb           | 4         | Sudáfrica | Maria Bak           | 3         | Alemania  |